# Milan Knížák
Milan Knížák (ur. 19 kwietnia 1940 w Pilźnie) – czeski artysta, performer, rzeźbiarz, muzyk, kompozytor oraz twórca instalacji
Na początku lat 60. zaczął tworzyć happeningi i instalacje na ulicach Pragi. Z grupą przyjaciół założył grupę sztuki współczesnej – Actual Art, od 1966 funkcjonującą jako Grupa Aktual. Był członkiem ruchu Fluxus, a od 1965 pełnił funkcję dyrektora Fluxus East.
W latach 1990–1997 pracował jako rektor praskiej Akademii Sztuk Pięknych, a w okresie od 1999 do 2011 był dyrektorem Galerii Narodowej w Pradze.
W 2010 odznaczony Medalem za Zasługi I stopnia.